# 캄보디아의 미술
다음은 캄보디아의 미술에 대한 설명이다.

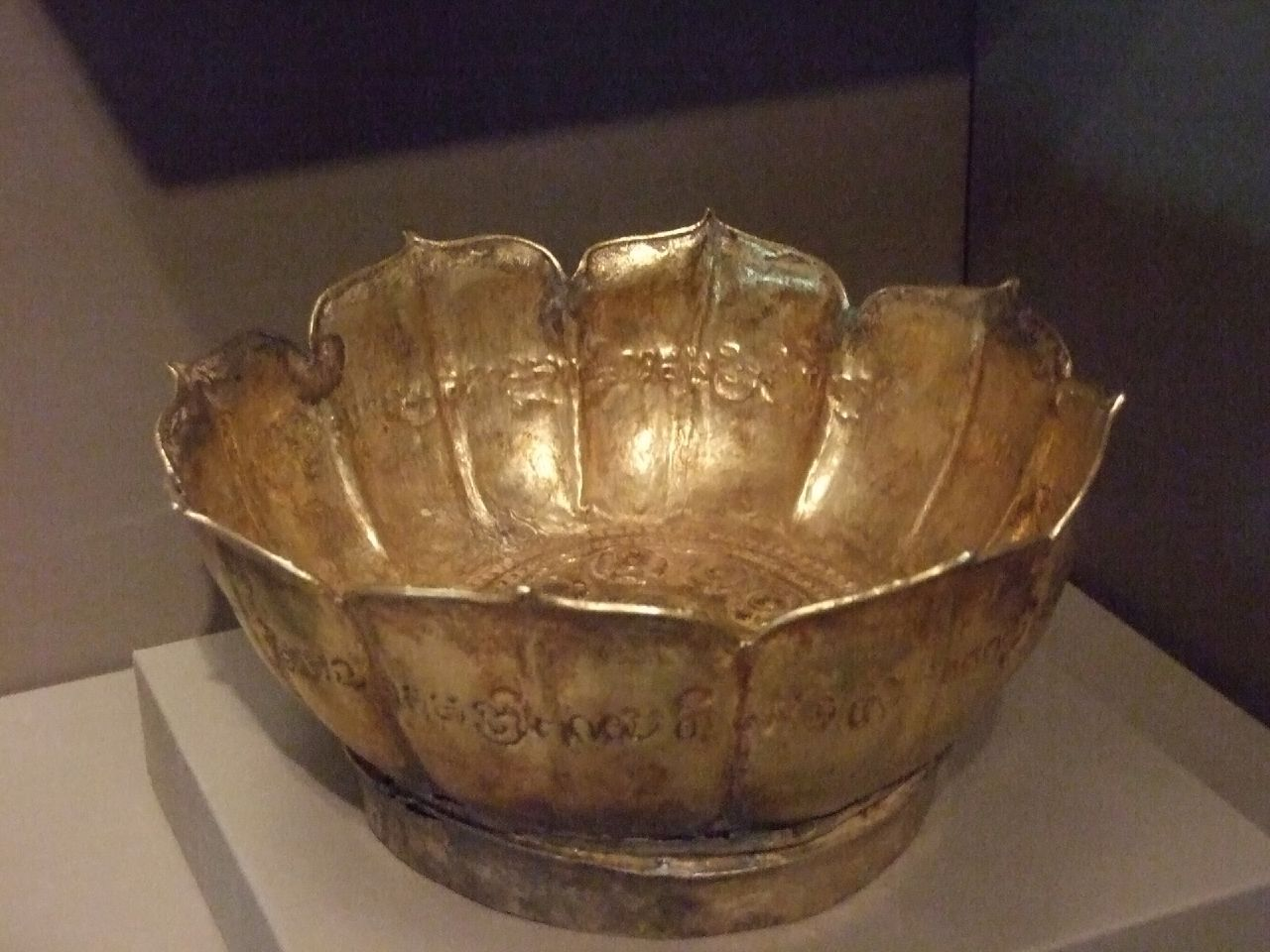
캄보디아 그릇. 1222년 경

캄보디아의 메콩강(江)과 톤레 사프호(湖)를 중심으로 한 풍요한 농경사회가 일찍이 발달되어, 이미 부남국(扶南國)과 진랍국(眞臘國) 등이 중국의 사서(史書)에 등장되고 있다. 종교면에서 본다면 우선 기원 1세기∼2세기 소승불교가 실론섬(島)을 경유하여 전해지고, 5세기 이후 대승불교와 힌두교가 유입되어 왔다. 크메르 전기(前期)의 미술유품은 남아 있는 것이 없으며, 그 실태도 알려져 있지 않다. 크메르족의 기원(起源)·출신지도 수수께끼에 묻혀 있으나 7세기 캄보디아에 등장하여 프레 앙코르 시대(6∼7세기)의 창조활동에 들어갔다. 프논 다 양식(6∼7세기)대표작 파라슈라마상(像)과, 프라사트 안디드 양식(7세기 후반∼8세기)의 하리하라상(像) 등 인도의 굽타 사르나트파(派) 조각의 영향을 받으면서, 상당히 사실적인 인간미가 조형표현의 여러 개소(個所)에서 엿보여 크메르인(人)의 미술적 재능의 일면을 보여주고 있다.
그러나 크메르인의 미술표현의 본령(本領)은 건축학적 구성능력과, 건축 세부를 장식하는 공예감각으로 입증되는 부조(浮彫)의 장식미의 창조능력에 있다고 하겠다. 석조 건축의 훌륭하고 강렬한 박력(迫力)과 거대한 구상력(構想力)의 소산이 볼 만한 것이다. 9세기 말, 야쇼바르만 1세가 톤레 사프호(湖)의 서북(西北)구석에 해당하는 고장에 야쇼다라프라, 즉 대도성(大都城)으로서 앙코르톰(大王城이란 뜻)을 건설했다. 이후 대건축 시대가 현출된다. 특히 12세기 초 수리아바 르만 2세가 앙코르 와트(王城寺)를 건립함에 이르러 크메르 건축은 발달의 정점에 달하였다.
13세기 건립(建立)의 바이욘은 불교사원 건축으로 앙코르 와트와 유사한 구조를 갖고 있으나 고탑일면(高塔一面)에 기괴할 정도로 큰 미소를 머금은 인면(人面)을 표현한 의장(意匠) 등은 그 기발(奇拔)한 면에서 일경(一驚)을 금할 수 없다. 바이욘 회랑(回廊)의 프리즈 조각(彫刻)도 흥미를 끈다. 건축장식이 지나쳐 눈을 현혹시키는 듯한 반테아이 스레이의 박공, 프논 바겐, 프라 코 등의 사원 등에도 볼 만한 것이 많다. 조각은 건축의 다채로운 구성에 압도되고 있는 듯이 보이나 굽타 고전조각의 영향과 벤기파(派) 조각의 장점을 수용하면서 크메르인(人)의 표정을 반영하여 명상적(暝想的)인 눈매의 표현과, 입술이 크게 굽이치는 미소의 조형이 매력의 하나로 되어 있다.